# Manoir de Tronjoly
Le manoir de Tronjoly est une demeure noble situé sur la commune française de Cléder dans le département du Finistère, en région Bretagne. Il présente autour d'une cour d'honneur plusieurs corps de logis dont la construction s'est déroulée à partir de 1534 jusqu'au XVIIe siècle. La cour est fermée au sud par une terrasse en surplomb.
Le manoir fait l’objet d’un classement au titre des monuments historiques depuis le 23 juillet 1981.

## Historique
Le manoir de Tronjoly, dont le nom signifie joli vallon, est édifié à partir de 1534 par Christophe de Kergoët. Cette vieille famille bretonne, citée dès 1256, compte parmi ses ancêtres, Yves, médecin des ducs Jean IV et Jean V, évêque de Tréguier en 1401. La famille de Kergoët, originaire de Dinéault en Cornouaille, descendrait d'une branche cadette de la famille des vicomtes du Faou. La présence d'un premier manoir, propriété de Guyon de Kergoët de Trojoly, est attestée en 1360.
En 1738, Marie-Magdeleine du Kergoët de Tronjoly (1706-1758), fille d'Olivier-Gabriel de Kergoët, seigneur de Tronjoly, et de dame Françoise-Gabrielle de La Palue, épouse Claude Marie de Parcevaux, seigneur de Kerarméar. Claude-Marie de Parcevaux devient chef d'escadre des armées navales en 1764. Leur fils cadet, Ambroise de Parcevaux, seigneur de Tronjoly (1747-1826), chevalier de Saint-Louis, sert également dans la Royale, comme lieutenant de vaisseau du roi. Émigré en 1792, il participe à l'expédition de Quiberon en 1795 et échappe de peu au destin de 750 royalistes et chouans, condamnés par les tribunaux révolutionnaires puis exécutés ; son épouse Jacquette Bullion de Montlouët est emprisonnée un temps à Morlaix en 1792, relâchée, puis emprisonnée à nouveau pendant la Terreur, cette fois-ci au château du Taureau. Deux de leurs petits-fils furent zouaves pontificaux : Louis de Parcevaux en 1860 (il est décédé en 1895) et son frère Paul de Parcevaux, lequel fut blessé mortellement lors de la bataille de Castelfidardo. Le manoir passa ensuite par alliance à la famille de Penhoat à partir de 1883.
En février 1944, François Hervé du Penhoat, aviateur ayant rejoint la France libre, trouve la mort au cours d'un exercice en Afrique du Nord. Son frère Jean meurt au combat en septembre 1944 dans les Alpes. Le 24 février 1949, le corps de François Hervé du Penhoat est ramené au manoir de Tronjoly. Le manoir, propriété privée, appartient de nos jours à la famille Sagazan.

## Description

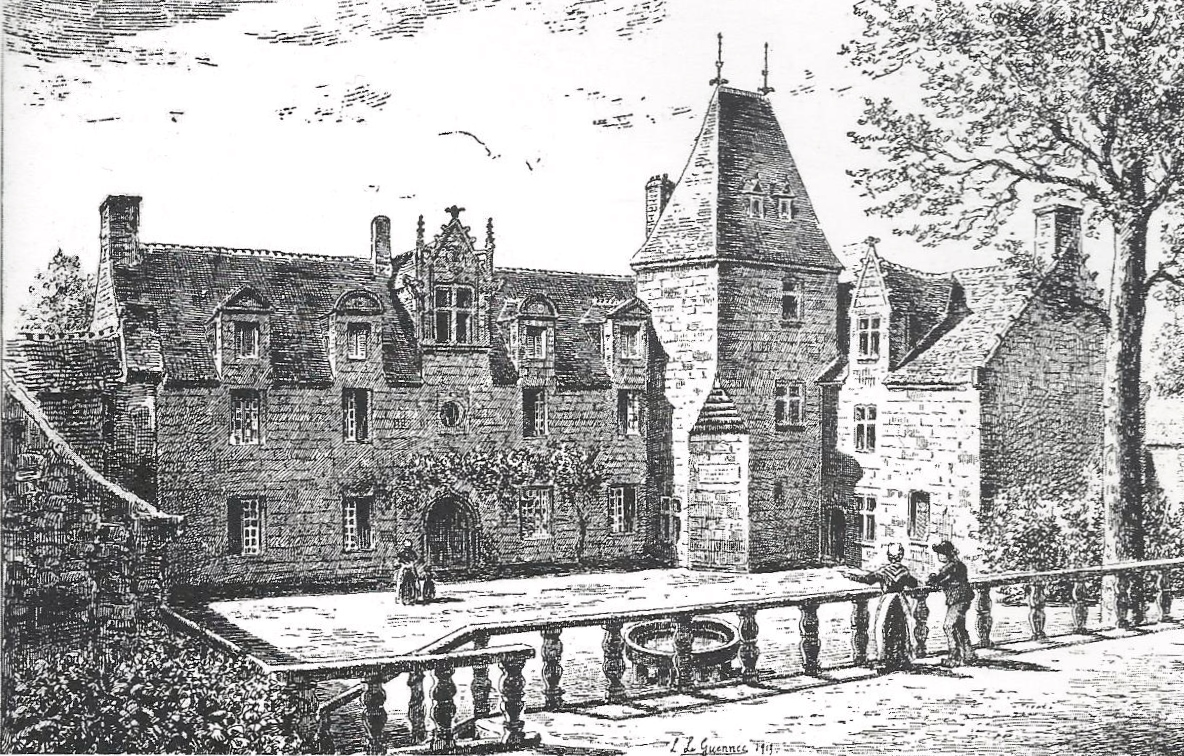
Le manoir de Tronjoly en 1929 (dessin de Louis Le Guennec).

Le manoir a été commencé en 1535 par l'aile est. il est ensuite complété et poursuivi au XVIIe siècle par le corps de logis nord puis l'aile ouest (anciens communs). Au sud, une terrasse surélevée est encadrée par le pavillon du chapelain et par une chapelle du XIXe siècle. L'aile est présente des fenêtres à meneaux à linteaux en accolade, une tour d'angle et un encorbellement de pierre. Plusieurs détails sont caractéristiques du XVe siècle (les meneaux, les rampants à crochets et les pinacles) bien que les parties les plus anciennes datent de 1535. Ils illustrent la persistance tardive du gothique flamboyant en Bretagne. Le vocabulaire du corps de logis central au nord et des anciens communs à l'ouest, avec leur alternance de gerbières à fronton triangulaire ou arrondi, est celui de l'architecture classique. Une vasque monolithique, du XVIe siècle, d'inspiration italienne, occupe le milieu de la cour. Le grand salon a été lambrissé à la fin du XVIIe siècle. Le mobilier date du XVIIIe siècle. L'aile droite offre sur son portail, les armoiries en alliance d'Olivier de Kergoët et de sa femme Marie du Louet, seigneur et dame de Tronjoly en 1580.

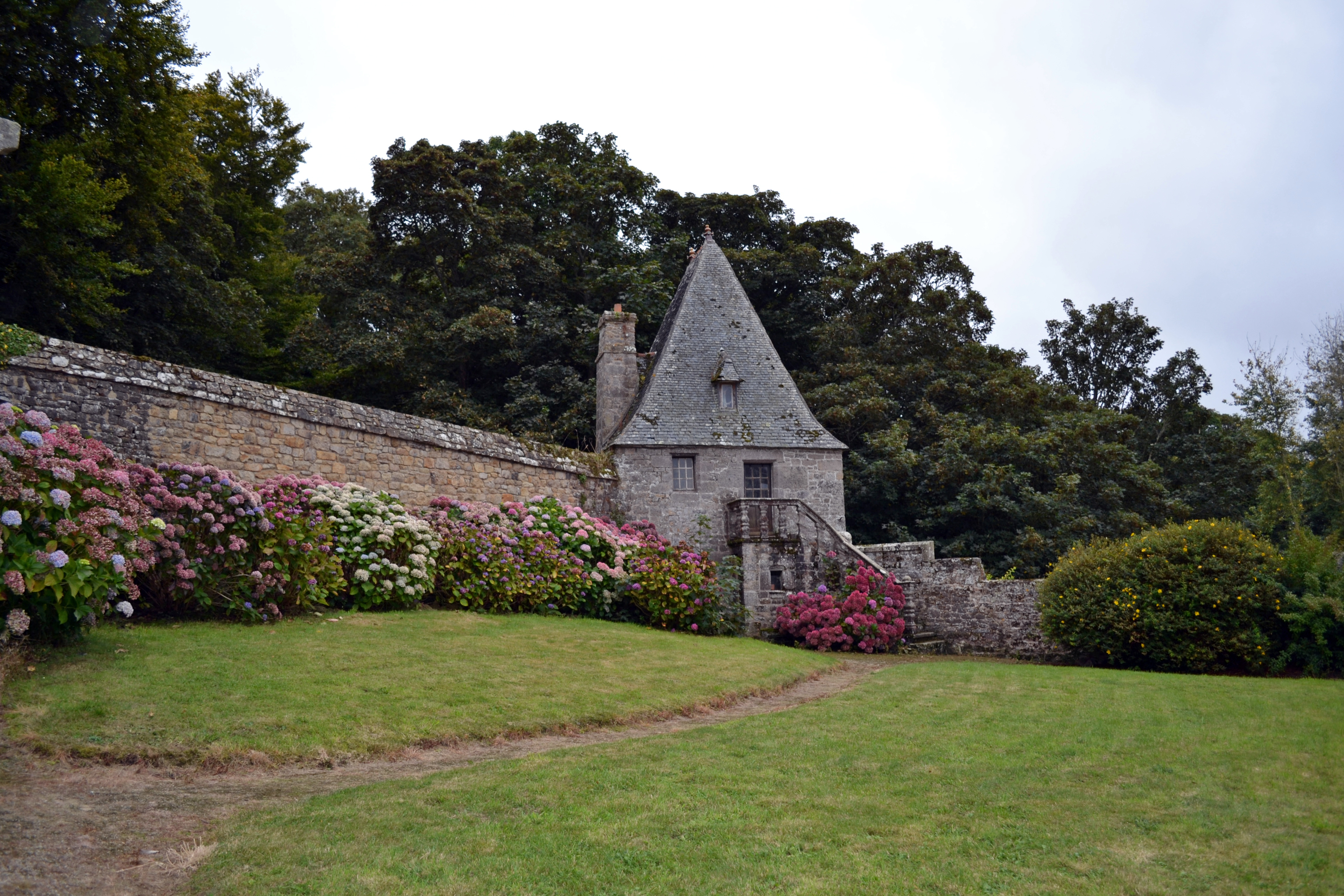
Mur d'enceinte.
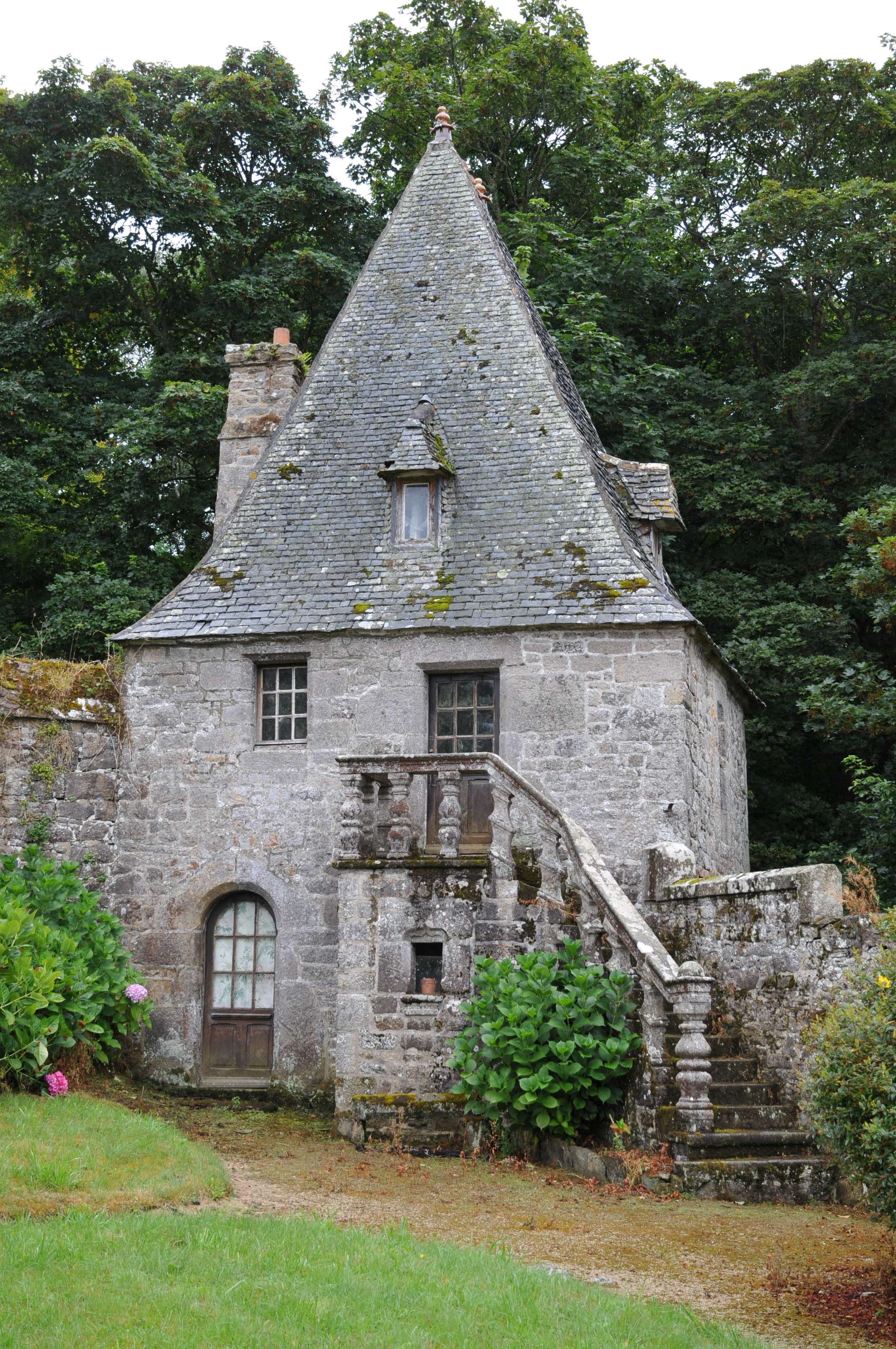
Maison du chapelain.
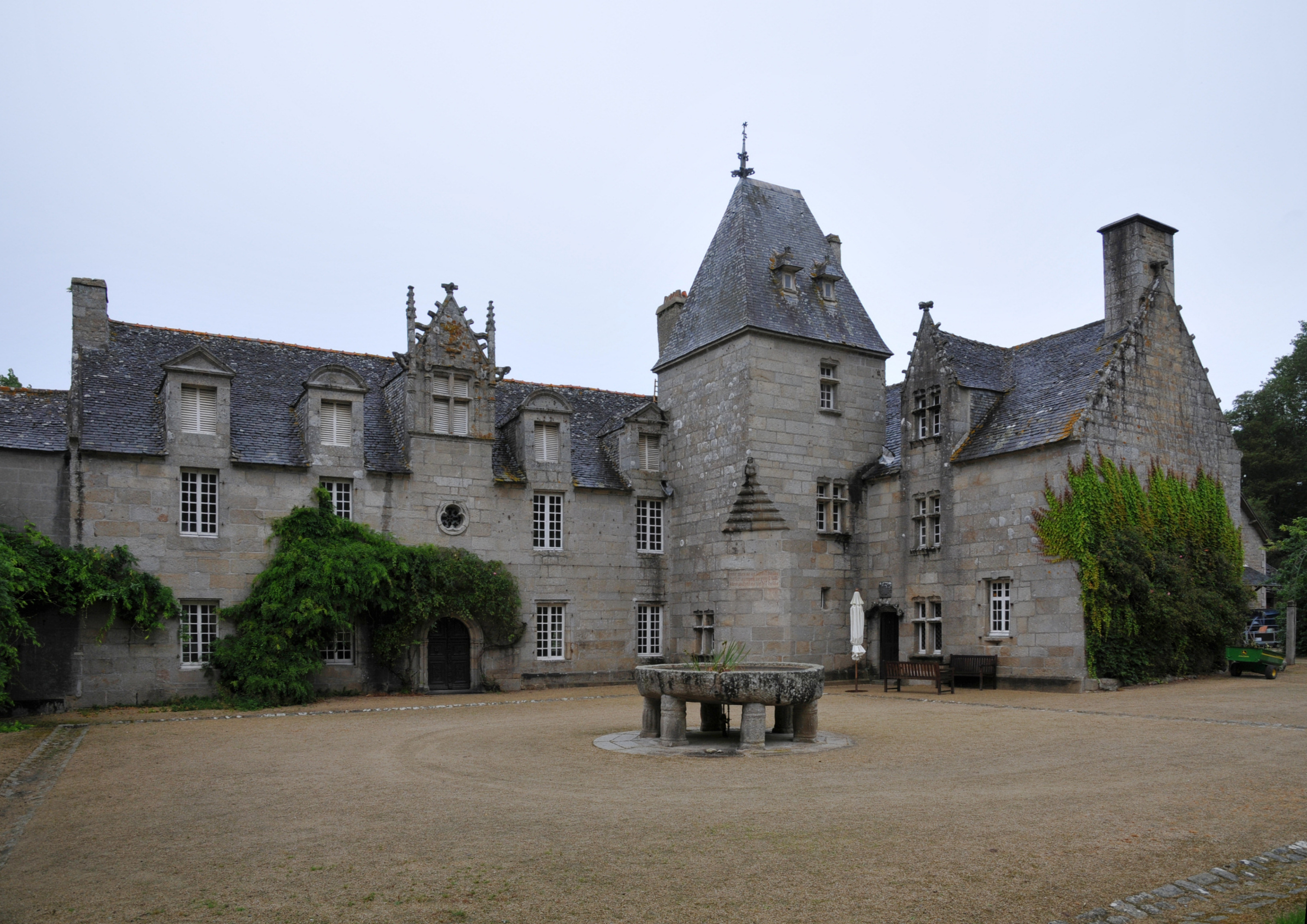
Cour d'honneur.
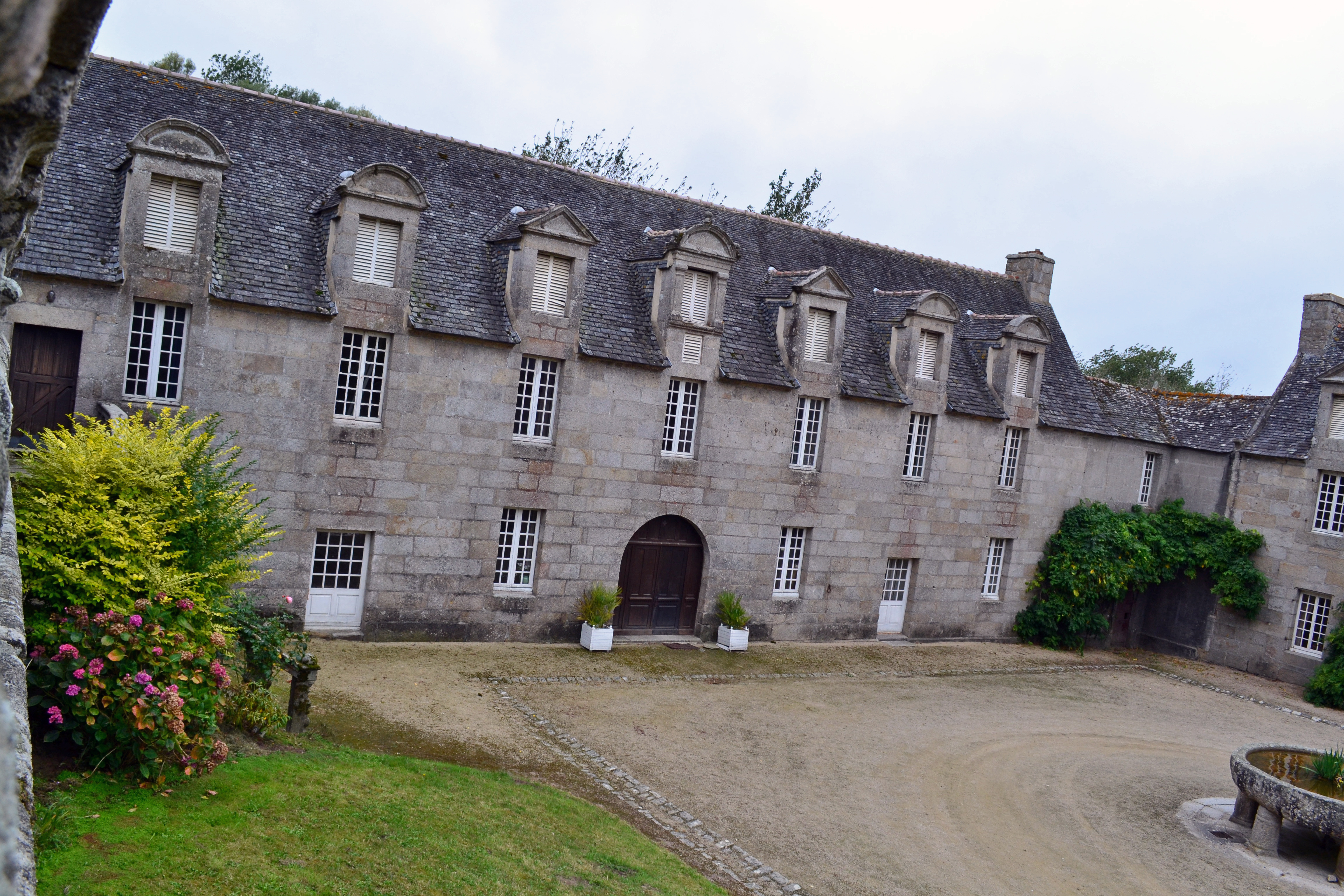
Corps de logis ouest.
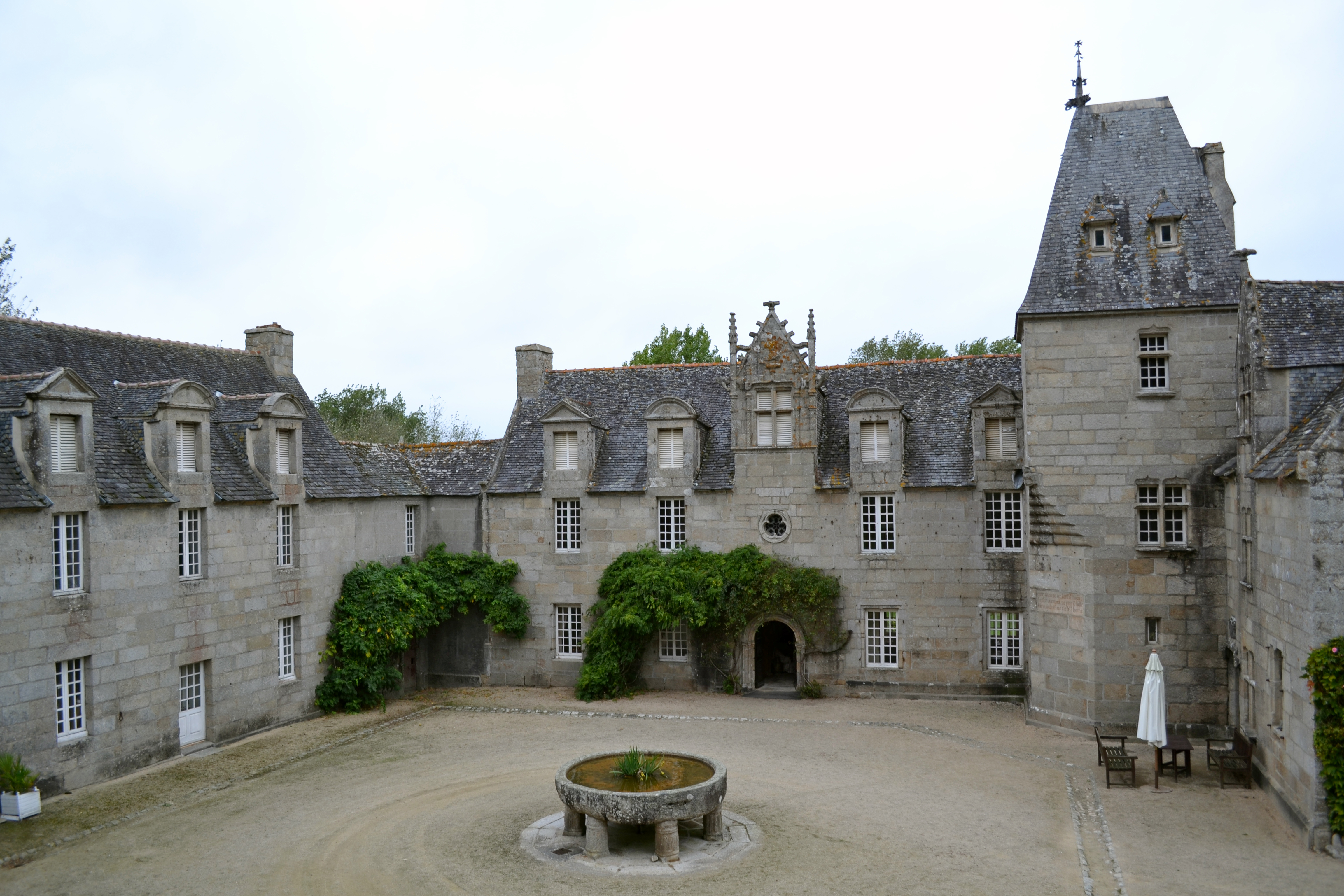
Corps de logis ouest et nord.
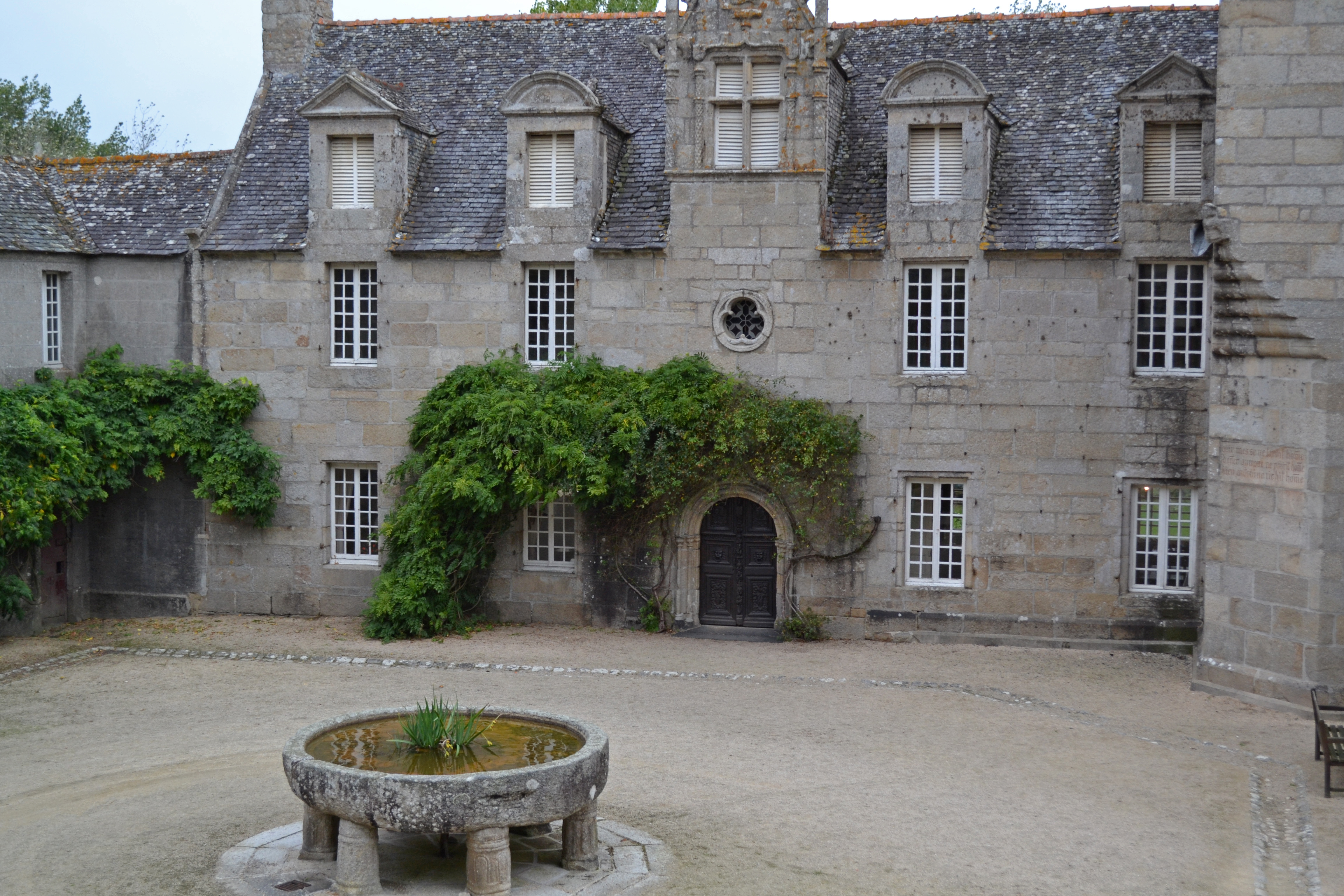
Corps de logis nord.
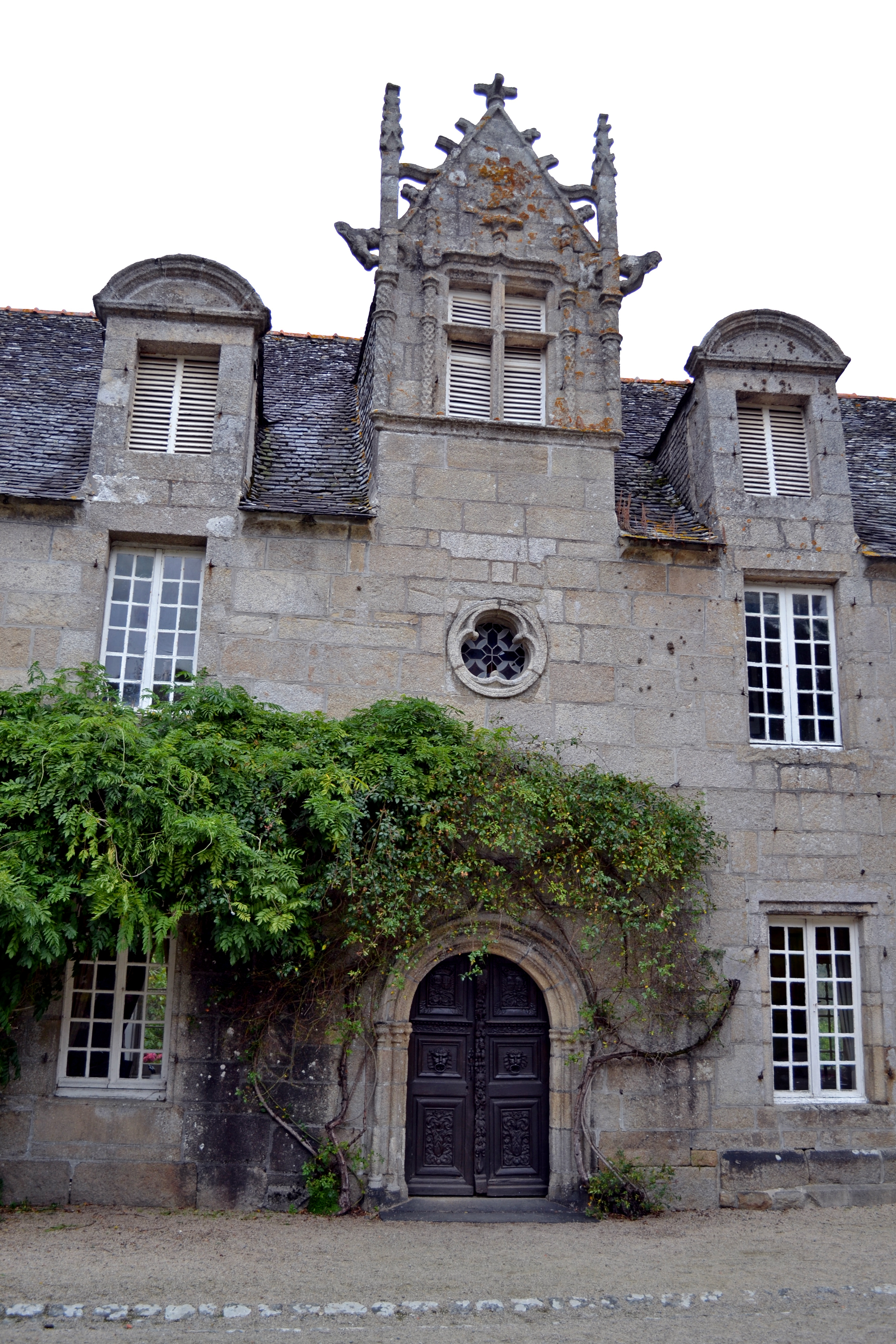
Corps de logis nord.
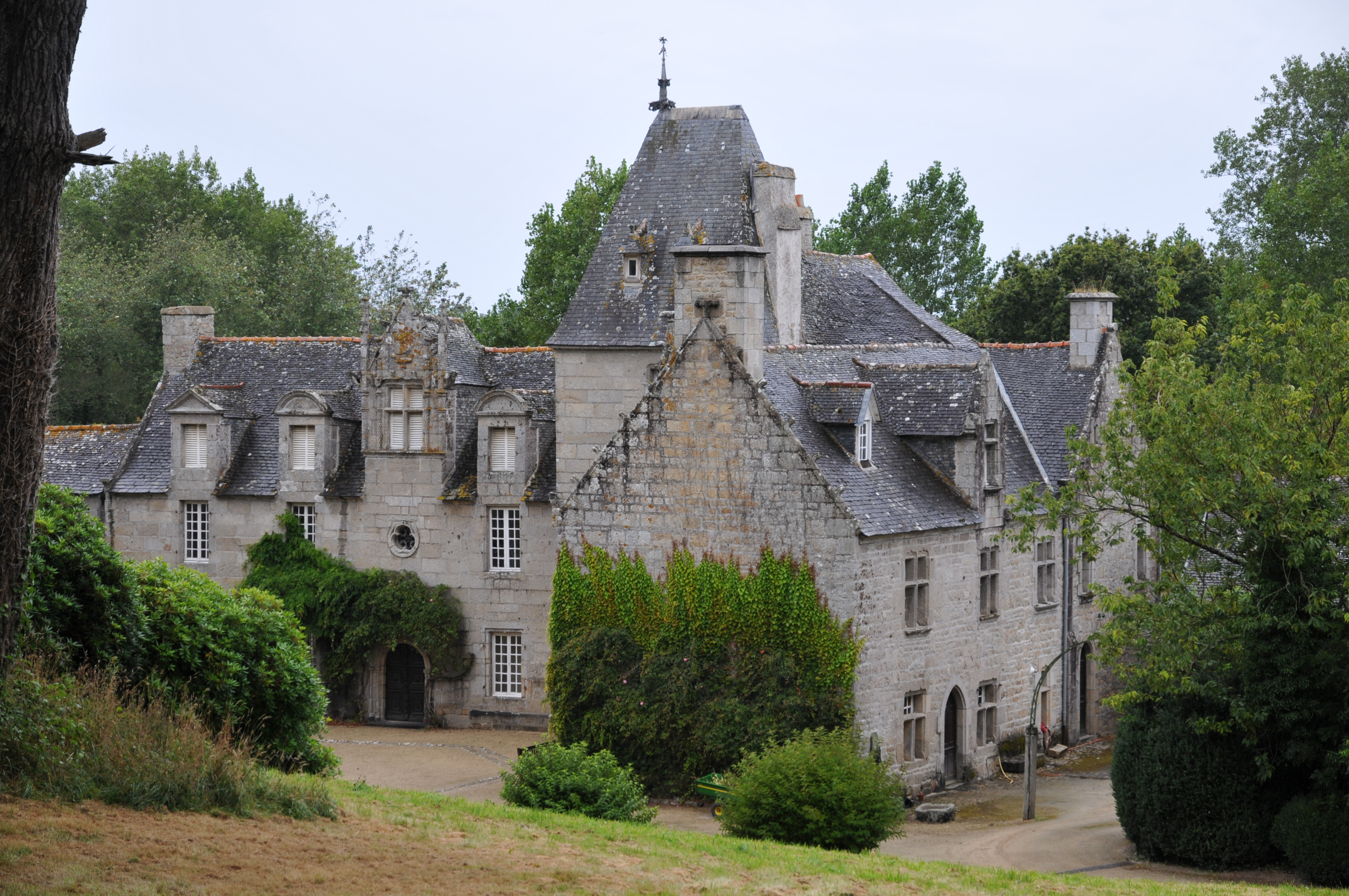
Corps de logis nord et est.
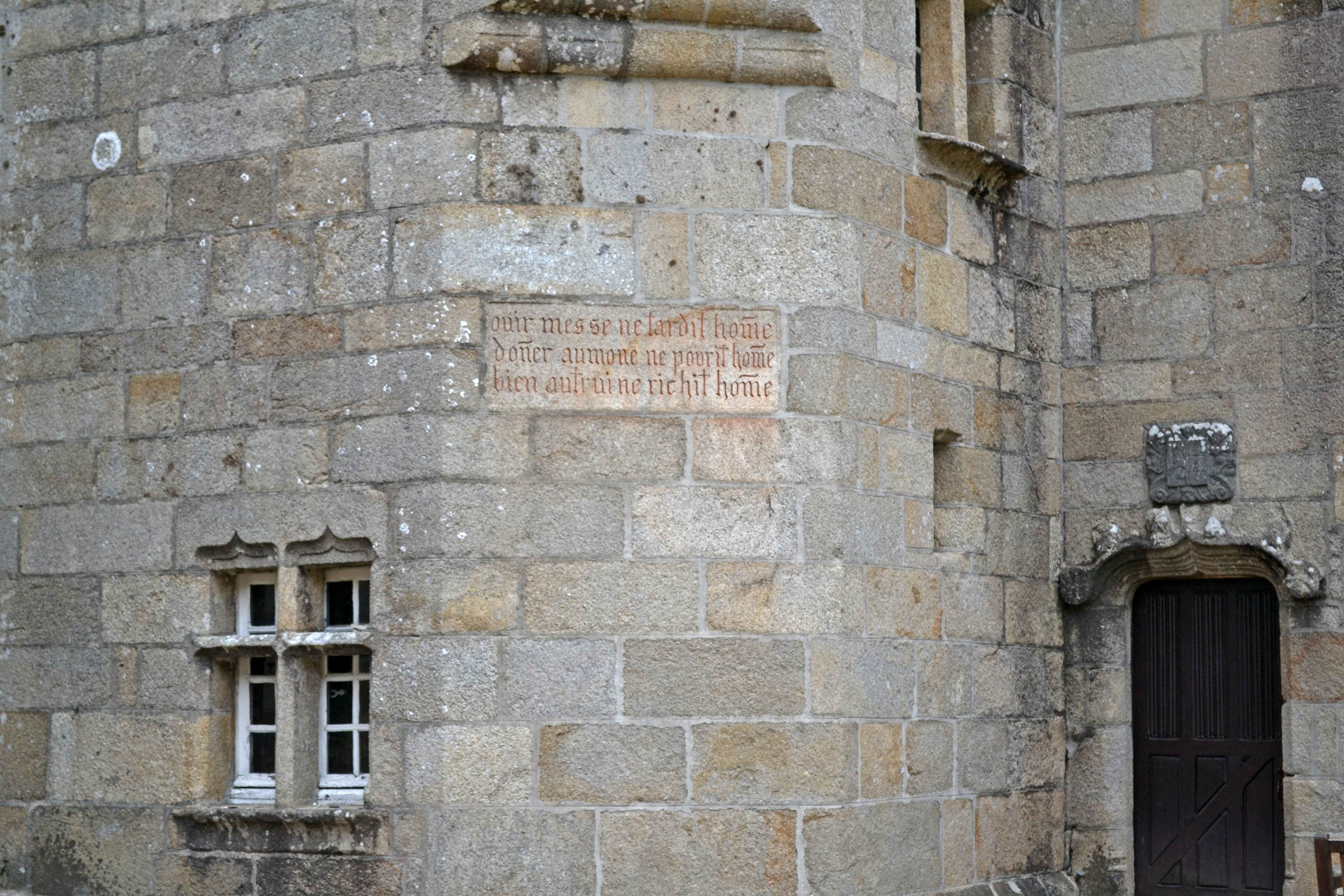
Devise.
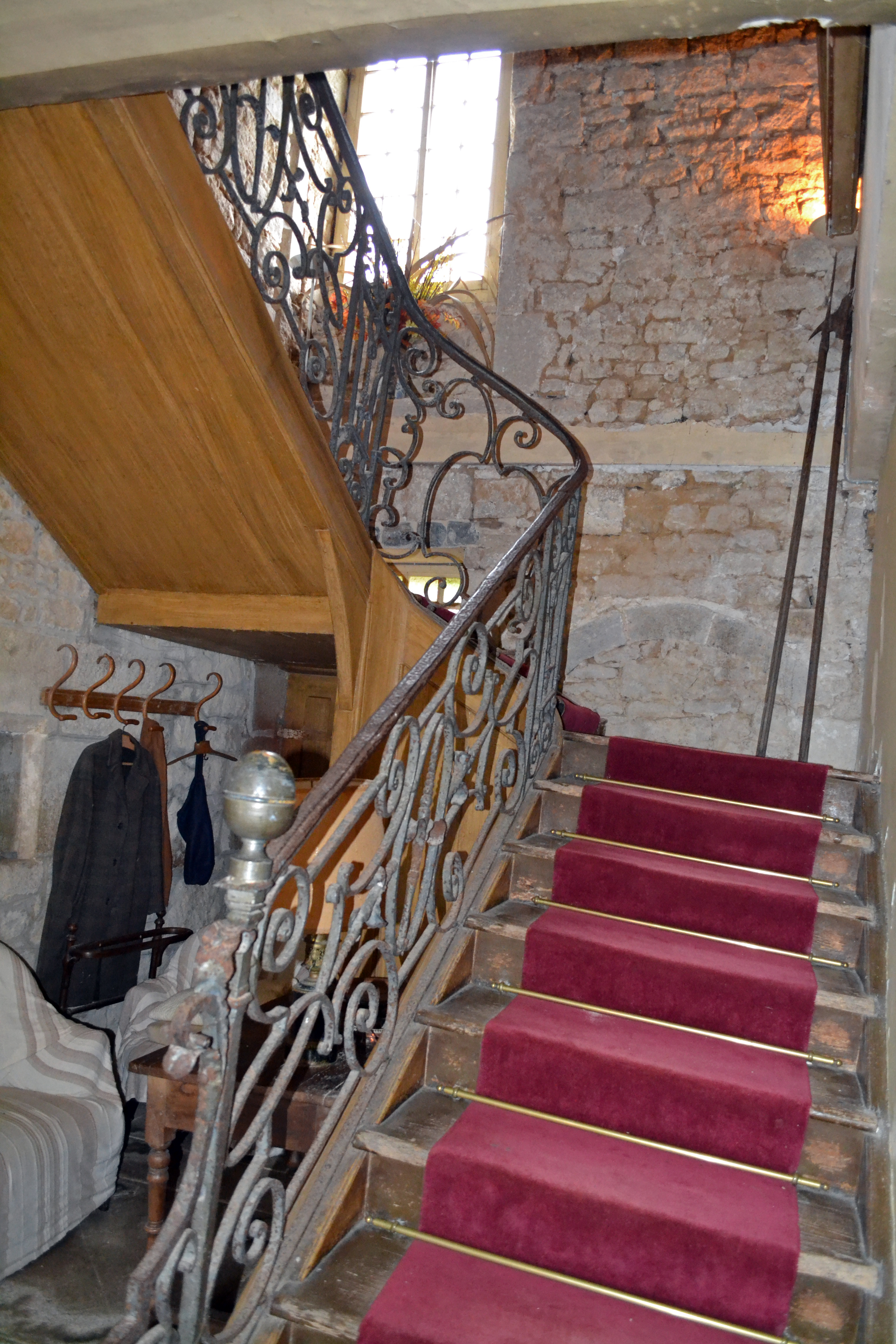
Escalier.
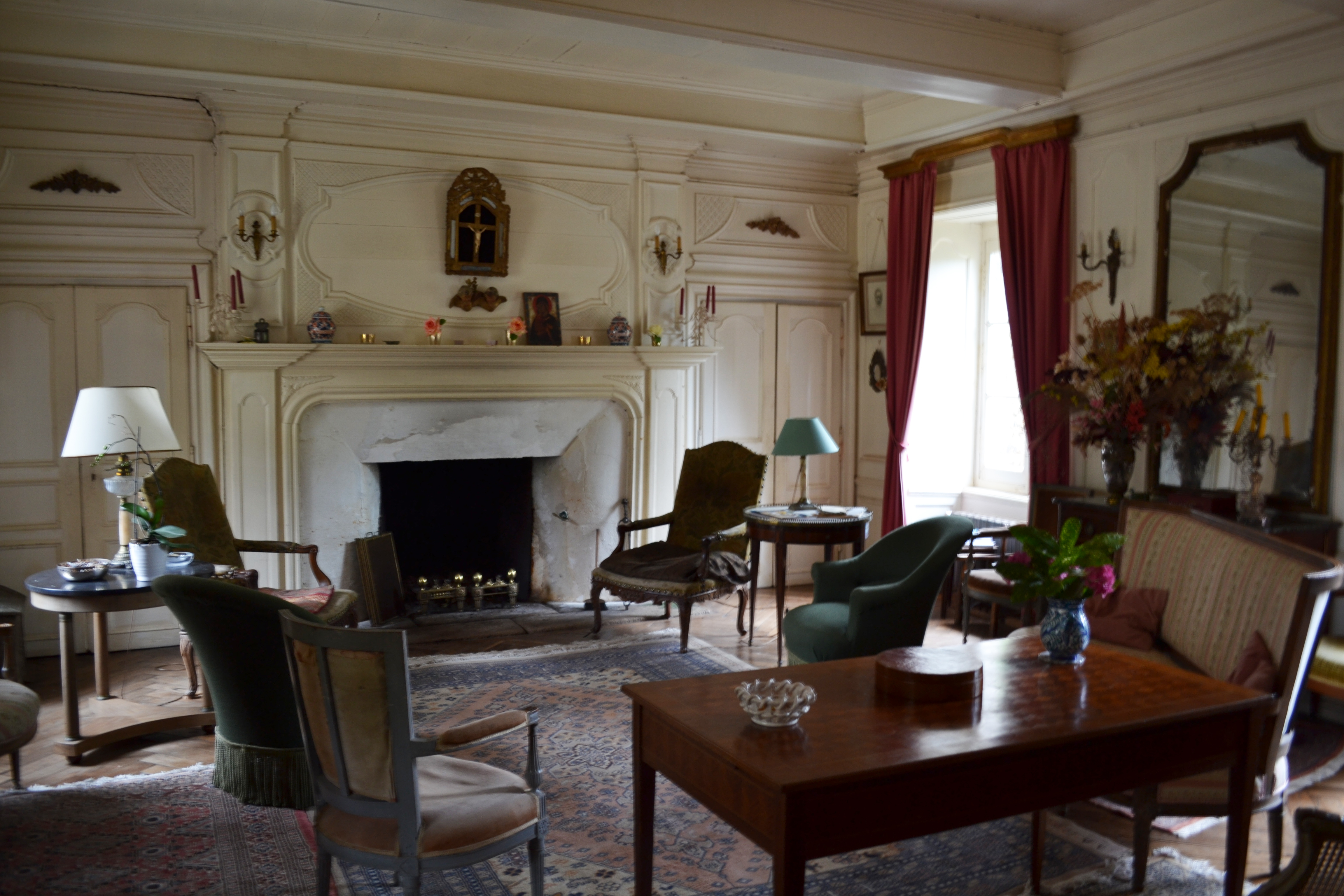
Grand salon.
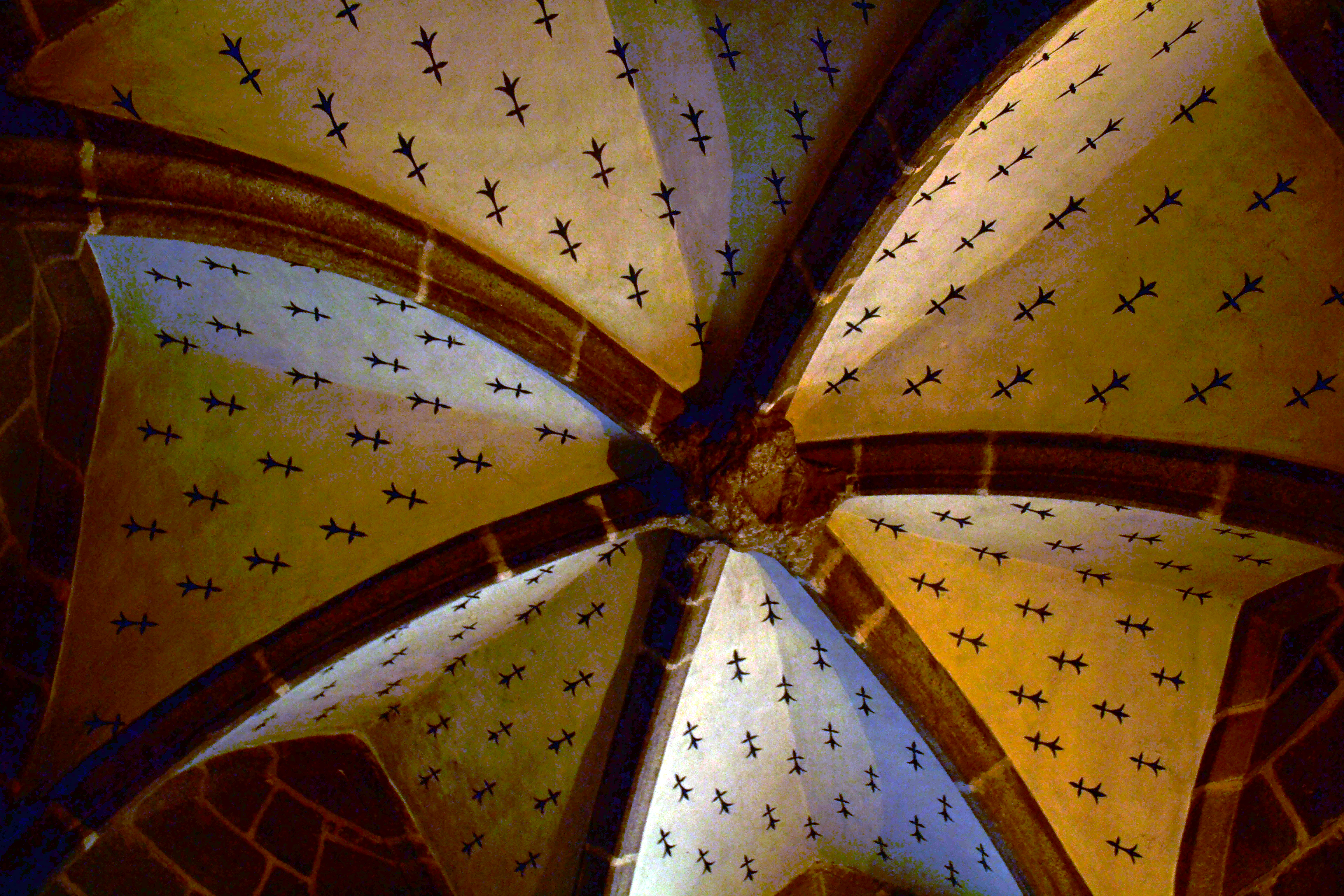
Plafond peint.

## Protection aux monuments historiques
Le classement au titre des monuments Historiques par un arrêté du 23 juillet 1981, concerne les façades et toitures du manoir, de la chapelle du XIXe siècle, des communs, du pavillon du chapelain et du colombier, la balustrade de la terrasse et la vasque dans la cour, l'escalier à vis en pierre avec sa voûte, l'escalier en bois avec sa rampe en fer forgé et son plafond peint.

## Le château dans les arts et la culture
Le château est représenté dans le premier tome de la bande dessinée L'Épervier, créée par Patrice Pellerin, relatant les aventures de Yann de Kermeur, un corsaire redoutable,.